# Steatocranus glaber
Espèce
Statut de conservation UICN

 VU D2 : Vulnérable
Steatocranus glaber est une espèce de poissons d'eau douce de la famille des Cichlidae.

## Répartition
Steatocranus glaber est endémique du fleuve Congo dans les environs des barrages d'Inga en République démocratique du Congo.

## Description
Steatocranus glaber mesure jusqu'à 53 mm, queue non comprise.

## Systématique
Le nom valide complet (avec auteur) de ce taxon est Steatocranus glaber Roberts (d) & Stewart (d), 1976,.

## Étymologie
Son épithète spécifique, du latin glaber, « chauve ou lisse », lui a été donnée en référence à la bosse sans écaille de sa tête. Donald J. Stewart (d) a indiqué à EtyFish" que « bien que cette caractéristique ne soit pas uniquement propre à cette espèce de Steatocranus, elle lui correspond parfaitement bien ».

## Publication originale
- (en) Tyson R. Roberts et Donald J. Stewart, « An ecological and systematic survey of fishes in the rapids of the lower Zaïre or Congo River », Bulletin of the Museum of Comparative Zoology, Cambridge (Massachusetts), vol. 147, no 6,‎ 12 février 1976, p. 239-317 (ISSN 0027-4100, lire en ligne, consulté le 19 août 2023).